# 三人成虎
三人成虎，又稱以訛傳訛、眾口鑠金、曾參殺人、大臭鼠效应（英語：Woozle Effect）、引证证据（英語：Evidence by Citation）、大臭鼠（英語：Woozle），是指只有少數來源的不實宣稱因為一傳再傳而被當成事實，並可能演变成謠言和都市传说。

## 源起和定义

### 三人成虎
三人成虎典出《戰國策．魏策二》，龐蔥和魏太子去趙國當人質，龐蔥離開前以三人成虎的比喻勸諫惠王不要聽信讒言。不幸最终魏惠王仍听信谗言。
龐蔥與太子質於邯鄲，謂魏王曰：「今一人言市有虎，王信之乎？」王曰：「否。」「二人言市有虎，王信之乎？」王曰：「寡人疑之矣。」「三人言市有虎，王信之乎？」王曰：「寡人信之矣。」龐蔥曰：「夫市之無虎明矣，然而三人言而成虎。今邯鄲去大梁也遠於市，而議臣者過於三人矣。愿王察之矣。」王曰：「寡人自為知。」於是辭行，而讒言先至。後太子罷質，果不得見。

### 曾參殺人
曾參殺人典出《戰國策．秦策二》。曾參素以賢孝聞名，其母雖起初接收其殺人謠言時表示不相信，但最終在謠言的不斷衝擊下翻牆逃走。
昔者曾子處費，費人有與曾子同名族者而殺人，人告曾子母曰：「曾參殺人。』曾子之母曰：『吾者不殺人。』置自若。有頃焉，人又曰：『曾參殺人。』其母尚置自若也。頃之，一人又告之曰：『曾參殺人。』其母懼，投杼逾牆牆而走。

### 大臭鼠效應
大臭鼠（Wozzle）是艾倫·亞歷山大·米恩1926年故事集《小熊维尼》的虚构人物。在小说第三章《维尼和皮杰去打猎，差点抓到一只大臭鼠》（"In which Pooh and Piglet Go Hunting and Nearly Catch a Wozzle"）中，小熊维尼和皮杰跟着在雪中留下的踪迹出发，他们以為这些足迹是一种叫大臭鼠的虚构动物留下的。这种足迹随后大量出现，直到克里斯托弗·罗宾解释称它们其实是两者绕着树转圈留下的足迹。
“大臭鼠效应”一词正式登场前，与该词相关潜在研究现象已有60多年的历史。贝凡（Bevan，1953）撰写有关心理学领域的科学方法论和研究谬误时，借用了“科学大臭鼠猎人”（scientific woozle hunters）一词。而后霍尔维（Wohlwill，1963）在社会学研究中引用了“大臭鼠猎人”，史蒂文斯（Stevens，1971）也在研究引述错误的信件时，让读者警惕大臭鼠。
理查德·J·吉尔斯指出，“大臭鼠效应”由贝弗利·霍顿（Beverly Houghton）于1979年创造。其他研究人员则把该词起源归因于吉尔斯（Gelles，1980）、吉尔斯和穆雷·A·施特劳斯（1988）。吉尔斯和施特劳斯认为大臭鼠效应形容社会学中的一种偏见模式，可理解为导致个人和公众认知、学术界、政策制定和政府存现多重错误的引线。大臭鼠也可以是关于研究的主张，不过该点未得到初期研究支持。唐纳德·G·达顿（Donald G. Dutton）认为，大臭鼠效应发生在频繁引用缺乏证据的先前出版物，让个人、团体和公众误以为或相信证据存在，而这种非事实会演变成都市传说和事实陈述。大臭鼠的出现一般和语言从限定形式（“或许”、“应该”、“可能”）塑造成绝对形式（“是”），引入不是由原来的作者持有，或得到证据支持的思想和观点时出现（p. 28）。
达顿认为大臭鼠效应是确认偏误的例子，和信念毅力和團體迷思有关（p. 109）。由于在社会学中，经验证据可能建基于经验报告，而非客观测量，研究人员可能倾向于使证据和期望保持一致。达顿认为，社会学也可能和社会正义的当代观点和思想一致，致使倾向于那些想法的偏见出现（p. 110）。加姆布里尔（Gambrill，2012）将大臭鼠效应和创造伪科学的过程联系。加姆布里尔和雷曼（Reiman，2011）也将它与更多故意的政治宣传技巧联系，认为像“每个人都知道......”、“很清楚......”、“很明显......”、“人们普遍认为......”等开场的词语为后续可能是大臭鼠的论证观点敲响警钟。

## 例证
1979年，霍顿在描绘大臭鼠效应时，展示了吉尔斯（1974）发表在施特劳斯（他也为吉尔斯的著作撰写前言）的著作《狂暴之家》（The Violent Home）中建基于小样本的研究，是如何以假装大样本的形式呈现的（pp. 13–17）。兰利和利维（Langley & Levy）在他们1977年合著的《殴打妻子：沉默的危机》（Wife Beating: The Silent Crisis）。1998年著作《亲密暴力》（Intimate Violence）中，吉尔斯和施特劳斯利用《小熊维尼》的大臭鼠形容研究中的不良手法和自我引证的研究，是如何将老旧的研究包装成新的证据，引发错误和偏见的。
在薇拉司法研究院的一项研究中，韦纳和哈拉（Weiner and Hala，2008）指出了跟测量人口贩卖有关的研究难点。他们描述绘制了估计人口贩卖中患病率的大臭鼠效应。通过搜寻1990年到2006年间的有关文献，韦纳和哈拉发现45本出版物中的114项患病率测算，只有一本出版物引用原创研究数据，另有多个估测数据似乎没有来源。两位作者总结称，他们查阅的来源缺乏引用、充分的操作定义和方法学讨论。施特拉斯基（Stransky）和大卫·芬克尔霍（2008/2012）批评了人口贩卖研究的方法学笼统。他引用了大臭鼠效应（p. 3），在他们的研究报告首页便发出警告，称不要引用他们所呈现的任何估算数据，指出认真检查数据后，他们“发现没有一个建基于强有力的科学基础”（p. 1）。
加姆布里尔和雷曼（2011）研究关于社交焦虑的科学论文及大众市场传播，归纳出其中有许多操弄毋庸置疑的重复技术，且不在话语中讨论任何相互竞争的理论，从而把社交焦虑的疾病模型视作不可争议的事实。两人进一步指出，即便跟他们的对象讲解这种手段的明显标记，他们许多人仍然会在实际测试中误用了这些标记。
薛顿贺尔大学教授詹姆斯·金布尔（James J. Kimble）以1994年到2015年间针对1943年美国战时宣传海报《我们能做到！》的历史研究为例子。密歇根州居民傑拉爾丁·道爾1994年声称自己是该海报的原型后，许多来源都重申了她的主张，没有检查两个基本前设：即道尔是1942年战时照片中的青年工厂工人，以及照片给广告画家J·霍华德·米勒创作该海报的灵感。经过一些媒体代表称这种联系未经证实，但更多的人热情地支持道尔的主张。这些多方面的认可赋予道尔故事一个“令人信服的”权威，尽管缺乏建立联系的权威论据。金布尔在2015年发现了原始的工人照片，照片的说明指出年轻女子是1942年3月在加利福尼亚州工作的娜歐蜜·帕克，而道尔那时还在上高中。